# Giannis Antetokounmpo
Giannis Antetokoumpo (grč. Γιάννης Αντετοκούνμπο, Atena, 6. prosinca 1994.) je grčki profesionalni košarkaš podrijetlom iz Nigerije koji trenutačno igra za Milwaukee Bucks (NBA).
Antetokounmpo je počeo igrati košarku za mladu momčad Filathlitikosa u Ateni. Godine 2011. je počeo igrati za seniorsku momčad kluba prije nego što je ušao na NBA Draft 2013., gdje su ga Bucksi izabrali kao 15. U sezoni 2016./17. je vodio u Bucksima u svih pet glavnih statističkih kategorija i postao prvi igrač u povijesti NBA-a koji je regularnu sezonu završio u prvih 20 u svih pet statistika ukupnih bodova, skokova, dodavanja, krađa i blokada. Nagradu za najboljeg igrača dobio je 2017. godine. Antetokounmpo je 5 puta odabran u All-Star, uključujući i odabir za All-Star kapetana u 2019. i 2020. godini.
Antetokounmpo je osvojio nagradu za najkorisnije igrače NBA 2019. i 2020. godine, pridruživši se Kareemu Abdul-Jabbaru i LeBronu Jamesu kao jedinim igračima u NBA povijesti koji su osvojili dva MVP-a prije nego što su napunili 26 godina. Uz svoju MVP nagradu, proglašen je i NBA obrambenim igračem godine 2020. godine, postavši tek trećim igračem nakon Michaela Jordana (1988.) i Hakeema Olajuwona (1994.) koji je osvojio obje nagrade u istoj sezoni. Godine 2021. Antetokounmpo je pomogao odvesti Buckse do njihovog prvog NBA naslova od 1971. godine i proglašen je MVP finala.